# Pekansaari (ö i Norra Savolax, Kuopio)
Pekansaari är en ö i Finland. Den ligger i sjön Kallavesi och i sjön Kallavesi och i  kommunen Kuopio i den ekonomiska regionen  Kuopio ekonomiska region  och landskapet Norra Savolax, i den centrala delen av landet, 300 km nordost om huvudstaden Helsingfors. Öns area är 0,5 hektar och dess största längd är 120 meter i nord-sydlig riktning.